# Sphyraena guachancho
 Sphyraena guachancho és un peix teleosti de la família dels esfirènids i de l'ordre dels perciformes.

## Morfologia
Pot arribar als 200 cm de llargària total.

## Distribució geogràfica
Es troba a les costes de l'Atlàntic occidental (des de Massachusetts, el nord del Golf de Mèxic i el Carib fins al Brasil) i de l'Atlàntic oriental (des del Senegal fins a Angola, incloent-hi les Canàries i Cap Verd).